# جيمس سترينج فرنتش
جيمس سترينج فرنتش (بالإنجليزية: James Strange French)‏ (1807 - 1886)؛ روائي أمريكي.